# Mavoko
Mavoko (även känd som Athi River) är en ort och kommun vid Athifloden i distriktet Machakos i Östprovinsen i Kenya. Centralorten hade 110 396 invånare vid folkräkningen 2009, med 139 380 invånare i hela kommunen.